# Saison 1953-1954 de la LNH
Saison précédente Saison suivante
La saison 1953-1954 est la 37e saison de la Ligue nationale de hockey. Les six équipes ont joué chacune 70 matchs. C'est la première saison pour le trophée James-Norris qui est remis au meilleur défenseur de la saison. Le trophée porte le nom de James Norris, propriétaire des Red Wings de Détroit de 1932 jusqu'à sa mort en 1952.

## Saison régulière

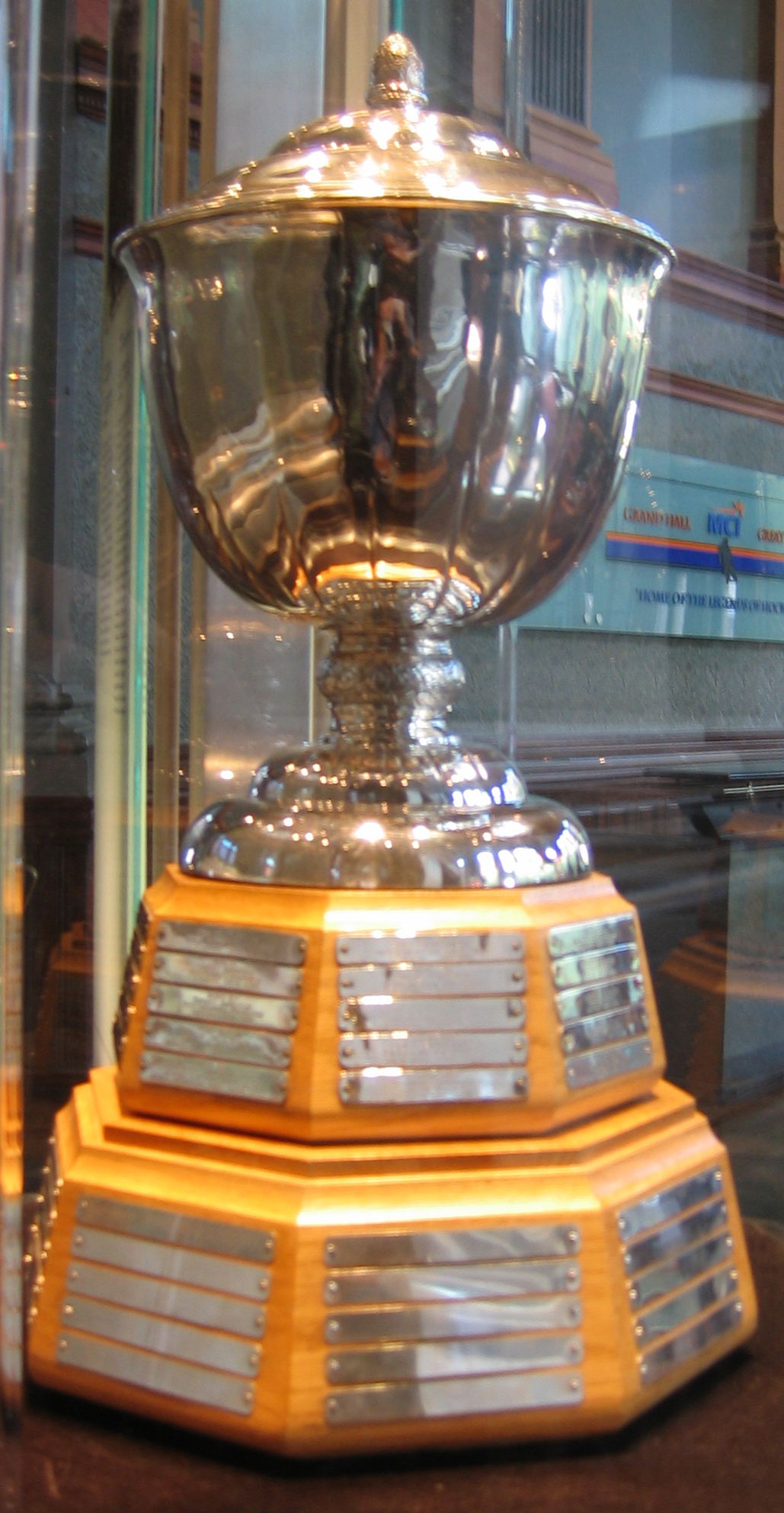
Trophée James-Norris

Le président de la ligue, Clarence Campbell, est très occupé cette saison à distribuer les amendes et les suspensions. Après avoir poussé un arbitre contre la bande, Bernard Geoffrion des Canadiens de Montréal est puni d'une amende de 250 dollars ; il est suspendu un mois plus tard pour une altercation avec Ron Murphy. Trouvant qu'il allait trop loin, Maurice Richard se permet d'écrire un article dans un journal canadien en comparant le président de la ligue à un dictateur. La réponse du président ne se fait pas attendre et Richard est condamné à payer une amende de 1 000 dollars.

### Classement final
Les quatre premières équipes sont qualifiées pour les séries éliminatoires.
| Clt   | Équipe                 | PJ | V  | D  | N  | BP  | BC  | Pts |
| ----- | ---------------------- | -- | -- | -- | -- | --- | --- | --- |
| +001, | Red Wings de Détroit   | 70 | 37 | 19 | 14 | 191 | 132 | 88  |
| +002, | Canadiens de Montréal  | 70 | 35 | 24 | 11 | 195 | 141 | 81  |
| +003, | Maple Leafs de Toronto | 70 | 32 | 24 | 14 | 152 | 131 | 78  |
| +004, | Bruins de Boston       | 70 | 32 | 28 | 10 | 177 | 181 | 74  |
| +005, | Rangers de New York    | 70 | 29 | 31 | 10 | 161 | 182 | 68  |
| +006, | Black Hawks de Chicago | 70 | 12 | 51 | 7  | 133 | 242 | 31  |

- Vainqueur du trophée Prince de Galles
- Qualifié pour les séries éliminatoires

### Meilleurs pointeurs
| Joueur           | Équipe   | PJ | B  | A  | Pts | Pun |
| ---------------- | -------- | -- | -- | -- | --- | --- |
| Gordie Howe      | Détroit  | 70 | 33 | 48 | 81  | 109 |
| Maurice Richard  | Montréal | 70 | 37 | 30 | 67  | 112 |
| Ted Lindsay      | Détroit  | 70 | 26 | 36 | 62  | 110 |
| Bernie Geoffrion | Montréal | 54 | 29 | 25 | 54  | 87  |
| Bert Olmstead    | Montréal | 70 | 15 | 37 | 52  | 85  |

## Séries éliminatoires de la Coupe Stanley
|  | Demi-finales                          | Demi-finales                          |         |   | Finale de la Coupe Stanley           | Finale de la Coupe Stanley           |
|  | Demi-finales                          | Demi-finales                          |         |   | Finale de la Coupe Stanley           | Finale de la Coupe Stanley           |
|  |                                       |                                       |         |   |                                      |                                      |
|  | 23, 25, 27, 30 mars et 1er avril 1954 | 23, 25, 27, 30 mars et 1er avril 1954 |         |   | 4, 6, 8, 10, 11, 13 et 16 avril 1954 | 4, 6, 8, 10, 11, 13 et 16 avril 1954 |
|  | 23, 25, 27, 30 mars et 1er avril 1954 | 23, 25, 27, 30 mars et 1er avril 1954 |         |   | 4, 6, 8, 10, 11, 13 et 16 avril 1954 | 4, 6, 8, 10, 11, 13 et 16 avril 1954 |
|  | Détroit                               | 4                                     |         |   | 4, 6, 8, 10, 11, 13 et 16 avril 1954 | 4, 6, 8, 10, 11, 13 et 16 avril 1954 |
|  | Détroit                               | 4                                     |         |   | 4, 6, 8, 10, 11, 13 et 16 avril 1954 | 4, 6, 8, 10, 11, 13 et 16 avril 1954 |
|  | Toronto                               | 1                                     |         |   | 4, 6, 8, 10, 11, 13 et 16 avril 1954 | 4, 6, 8, 10, 11, 13 et 16 avril 1954 |
|  | Toronto                               | 1                                     | Détroit | 4 |                                      |                                      |
|  | 23, 25, 28 et 30 mars 1954            |                                       | Détroit | 4 |                                      |                                      |
|  |                                       | Montréal                              | 3       |   |                                      |                                      |
|  | Montréal                              | Montréal                              | 3       | 4 |                                      |                                      |
|  | Montréal                              |                                       |         | 4 |                                      |                                      |
|  | Boston                                | 0                                     |         |   |                                      |                                      |
|  | Boston                                | 0                                     |         |   |                                      |                                      |

Les Red Wings de Détroit l'emportent contre les Canadiens de Montréal sur le score de 4 matchs à 3.

## Honneurs remis aux joueurs et équipes

### Trophées
| Trophée              | Joueur        | Équipe                 |
| -------------------- | ------------- | ---------------------- |
| Trophée Calder       | Camille Henry | Rangers de New York    |
| Trophée Art-Ross     | Gordie Howe   | Red Wings de Détroit   |
| Trophée Hart         | Al Rollins    | Black Hawks de Chicago |
| Trophée James-Norris | Red Kelly     | Red Wings de Détroit   |
| Trophée Lady Byng    | Red Kelly     | Red Wings de Détroit   |
| Trophée Vézina       | Harry Lumley  | Maple Leafs de Toronto |

| Trophée                  | Équipe               |
| ------------------------ | -------------------- |
| Trophée Prince de Galles | Red Wings de Détroit |
| Coupe Stanley            | Red Wings de Détroit |

### Équipes d'étoiles
| Position       | Première équipe | Première équipe        | Deuxième équipe | Deuxième équipe        |
| Position       | Joueur          | Équipe                 | Joueur          | Équipe                 |
| -------------- | --------------- | ---------------------- | --------------- | ---------------------- |
| Gardien de but | Harry Lumley    | Maple Leafs de Toronto | Terry Sawchuk   | Red Wings de Détroit   |
| Défenseur      | Doug Harvey     | Canadiens de Montréal  | Bill Gadsby     | Rangers de New York    |
| Défenseur      | Red Kelly       | Red Wings de Détroit   | Tim Horton      | Maple Leafs de Toronto |
| Ailier gauche  | Ted Lindsay     | Red Wings de Détroit   | Ed Sandford     | Bruins de Boston       |
| Centre         | Ken Mosdell     | Canadiens de Montréal  | Ted Kennedy     | Maple Leafs de Toronto |
| Ailier droit   | Gordie Howe     | Red Wings de Détroit   | Maurice Richard | Canadiens de Montréal  |